# 75 (tal)
 For alternative betydninger, se 75 (flertydig). (Se også artikler, som begynder med 75)
75 (femoghalvfjerds, på checks også syvtifem) er det naturlige tal som kommer efter 74 og efterfølges af 76.

## Inden for videnskab
- 75 Eurydike, asteroide
- M75, spiralgalakse i Skytten, Messiers katalog
- Grundstoffet Rhenium har atomnummer 75.

## Inden for transport
- Alfa Romeo 75, en bilmodel fremstillet af Alfa Romeo i årene 1985 til 1992
- Audi 75, en bilmodel fremstillet af Audi i årene 1969 til 1972
- Rover 75, en bilmodel fremstillet af Rover i årene 1999 til 2005

## Eksterne links
- Wikimedia Commons har flere filer relateret til 75 (tal)